# Federica Dieni

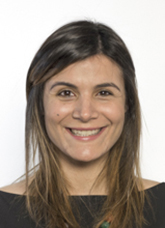
Federica Dieni em 2018

Federica Dieni (nascida em 6 de março de 1986) é uma política italiana que é membro da Câmara dos Deputados pelo Movimento Cinco Estrelas desde 2013. Ela representa a cidade de Reggio Calabria.